# Vale Benfeito
Vale Benfeito é uma povoação portuguesa sede da Freguesia de Vale Benfeito do Município de Macedo de Cavaleiros, freguesia com 15,86 km² de área e 159 habitantes (censo de 2021), tendo, por isso, uma densidade populacional de 10 hab./km²

## Demografia
A população registada nos censos foi:
| Distribuição da População por Grupos Etários | Distribuição da População por Grupos Etários | Distribuição da População por Grupos Etários | Distribuição da População por Grupos Etários | Distribuição da População por Grupos Etários |
| -------------------------------------------- | -------------------------------------------- | -------------------------------------------- | -------------------------------------------- | -------------------------------------------- |
| Ano                                          | 0-14 Anos                                    | 15-24 Anos                                   | 25-64 Anos                                   | > 65 Anos                                    |
| 2001                                         | 30                                           | 23                                           | 111                                          | 67                                           |
| 2011                                         | 15                                           | 12                                           | 83                                           | 71                                           |
| 2021                                         | 12                                           | 14                                           | 72                                           | 61                                           |